# Zorritos
Zorritos es una ciudad y balneario peruano capital del distrito homónimo y a la vez de la provincia de Contralmirante Villar en el departamento de Tumbes.
Fue durante fines del siglo XIX e inicios del siglo XX, el centro de producción petrolera más importante en América del Sur. 
Con la creación del departamento de Tumbes, mediante la Ley n.º 9667 del 25 de noviembre de 1942 fue designada capital provincial.
Es un popular destino turístico por sus excelentes playas y su cercanía al parque nacional Cerros de Amotape.

## Ubicación
Zorritos se ubica al noreste de la provincia de Contralmirante Villar, en el distrito de Zorritos, en el departamento de Tumbes.

## Demografía
En 2017 Zorritos tenía una población de 7363 habitantes.
| Gráfica de evolución demográfica de Zorritos entre 1940 y 2017 |
|                                                                |
| Fuentes: Población 1940, 1993 y 2017                           |

## Clima
| Parámetros climáticos promedio de Zorritos (Tumbes) | Parámetros climáticos promedio de Zorritos (Tumbes) | Parámetros climáticos promedio de Zorritos (Tumbes) | Parámetros climáticos promedio de Zorritos (Tumbes) | Parámetros climáticos promedio de Zorritos (Tumbes) | Parámetros climáticos promedio de Zorritos (Tumbes) | Parámetros climáticos promedio de Zorritos (Tumbes) | Parámetros climáticos promedio de Zorritos (Tumbes) | Parámetros climáticos promedio de Zorritos (Tumbes) | Parámetros climáticos promedio de Zorritos (Tumbes) | Parámetros climáticos promedio de Zorritos (Tumbes) | Parámetros climáticos promedio de Zorritos (Tumbes) | Parámetros climáticos promedio de Zorritos (Tumbes) | Parámetros climáticos promedio de Zorritos (Tumbes) |
| Mes                                                 | Ene.                                                | Feb.                                                | Mar.                                                | Abr.                                                | May.                                                | Jun.                                                | Jul.                                                | Ago.                                                | Sep.                                                | Oct.                                                | Nov.                                                | Dic.                                                | Anual                                               |
| --------------------------------------------------- | --------------------------------------------------- | --------------------------------------------------- | --------------------------------------------------- | --------------------------------------------------- | --------------------------------------------------- | --------------------------------------------------- | --------------------------------------------------- | --------------------------------------------------- | --------------------------------------------------- | --------------------------------------------------- | --------------------------------------------------- | --------------------------------------------------- | --------------------------------------------------- |
| Temp. máx. media (°C)                               | 31.5                                                | 32.1                                                | 32.4                                                | 32.1                                                | 30.8                                                | 29.3                                                | 28.1                                                | 27.7                                                | 28                                                  | 28.1                                                | 28.7                                                | 30.1                                                | 29.9                                                |
| Temp. media (°C)                                    | 26.6                                                | 27                                                  | 27.2                                                | 26.8                                                | 25.8                                                | 24.4                                                | 23.4                                                | 23                                                  | 23                                                  | 23.4                                                | 23.8                                                | 25.2                                                | 25                                                  |
| Temp. mín. media (°C)                               | 21.7                                                | 22                                                  | 22.1                                                | 21.6                                                | 20.9                                                | 19.6                                                | 18.7                                                | 18.3                                                | 18.1                                                | 18.8                                                | 19                                                  | 20.4                                                | 20.1                                                |
| Lluvias (mm)                                        | 95                                                  | 203                                                 | 274                                                 | 107                                                 | 52                                                  | 17                                                  | 2                                                   | 2                                                   | 6                                                   | 23                                                  | 35                                                  | 38.1                                                | 854.1                                               |
| Fuente: climate-data.org                            |                                                     |                                                     |                                                     |                                                     |                                                     |                                                     |                                                     |                                                     |                                                     |                                                     |                                                     |                                                     |                                                     |